# You're in the Navy Now
You're in the Navy Now is een Amerikaanse filmkomedie uit 1951 onder regie van Henry Hathaway. Destijds werd de film in Nederland uitgebracht onder de titel Zoetwatermatrozen.

## Verhaal
Luitenant John Harkness krijgt beschikking over zijn eerste schip. Zowel zijn bemanning als hijzelf is erg onervaren. Er zijn aan boord van het schip slechts twee oude rotten die begrijpen hoe alles in zijn werk gaat. Er gaat al vlug van alles en nog wat verkeerd tijdens de tocht op zee.

## Rolverdeling
| Acteur           | Personage                     |
| ---------------- | ----------------------------- |
| Gary Cooper      | Lt. John W. Harkness          |
| Jane Greer       | Ellie C. Harkness             |
| Millard Mitchell | George Larrabee               |
| Eddie Albert     | Lt. Bill Barron               |
| John McIntire    | Comm. W.R. Reynolds           |
| Ray Collins      | Schout-bij-nacht L.C. Tennant |
| Harry von Zell   | Kapitein Eliot                |
| Jack Webb        | Vaandrig Anthony Barbo        |
| Richard Erdman   | Vaandrig Chuck Dorrance       |
| Harvey Lembeck   | Norelli                       |
| Henry Slate      | Hoofdmachinist Ryan           |
| Ed Begley        | Havencommandant               |